# Хеммер, Пьер
Пьер Хеммер (нем. Pierre Hemmer; 6 апреля 1912, Эттельбрюк, Дикирх — 23 ноября 1976, Люксембург) — люксембургский легкоатлет, выступавший в беге на средние дистанции. Участник летних Олимпийских игр 1936 года.

## Биография
Пьер Хеммер родился 6 апреля 1912 года в люксембургском городе Эттельбрюк.
В 1934 году участвовал в чемпионате Европы в Турине. В беге на 800 метров занял 8-е место, показав в финале результат 1 минута 55,8 секунды.
В 1936 году вошёл в состав сборной Люксембурга на летних Олимпийских играх в Берлине. В беге на 800 метров в четвертьфинале занял 5-е место с результатом 1.56,3, уступив 1,3 секунды попавшему в полуфинал с 4-го места Ференцу Темешвари из Венгрии. В беге на 1500 метров занял в полуфинале 9-е место.
Умер 23 ноября 1976 года в городе Люксембург.

## Личные рекорды
- Бег на 800 метров — 1.55,8 (8 сентября 1934, Турин)[1]
- Бег на 1500 метров — 4.06,6 (1936)[1]